# Alexandr Sobolev
Alexandr Sergejevič Sobolev (cyrilicí: Александр Сергеевич Соболев; * 7. března 1997 Barnaul) je ruský profesionální fotbalista, který hraje na pozici útočníka za ruský klub Spartak Moskva a za ruský národní tým.

## Reprezentační kariéra
Dne 6. října 2019 byl Sobolev poprvé povolán do ruské reprezentace na zápasy v rámci kvalifikace na Euro 2020 proti Skotsku a Kypru; byl nominován po zranění Fjodora Smolova.
Debutoval 8. října 2020 v přátelském utkání proti Švédsku; v domácím zápase, který skončil porážkou 1:2, se střelecky prosadil.
Dne 2. června 2021 byl nominován Stanislavem Čerčesovem na závěrečný turnaj Euro 2020.

## Statistiky

### Klubové
K 16. květnu 2021
| Klub                        | Sezóna  | Liga         | Liga   | Liga | Pohár  | Pohár | Evropské poháry | Evropské poháry | Ostatní | Ostatní | Celkem | Celkem |
| Klub                        | Sezóna  | Liga         | Zápasy | Góly | Zápasy | Góly  | Zápasy          | Góly            | Zápasy  | Góly    | Zápasy | Góly   |
| --------------------------- | ------- | ------------ | ------ | ---- | ------ | ----- | --------------- | --------------- | ------- | ------- | ------ | ------ |
| Tom Tomsk                   | 2016/17 | Premier Liga | 13     | 3    | 0      | 0     | –               | –               | –       | –       | 13     | 3      |
| Tom Tomsk                   | 2017/18 | FNL          | 24     | 6    | 3      | 3     | –               | –               | –       | –       | 27     | 9      |
| Tom Tomsk                   | Celkem  | Celkem       | 37     | 9    | 3      | 3     | 0               | 0               | 0       | 0       | 40     | 12     |
| Křídla Sovětů Samara        | 2017/18 | FNL          | 12     | 8    | 1      | 1     | –               | –               | 2       | 0       | 15     | 9      |
| Křídla Sovětů Samara        | 2018/19 | Premier Liga | 12     | 1    | 1      | 1     | –               | –               | –       | –       | 13     | 2      |
| Křídla Sovětů Samara        | 2019/20 | Premier Liga | 18     | 10   | 1      | 0     | –               | –               | –       | –       | 19     | 10     |
| Křídla Sovětů Samara        | Celkem  | Celkem       | 42     | 19   | 3      | 2     | 0               | 0               | 2       | 0       | 47     | 21     |
| Yenisey Krasnojarsk (host.) | 2018/19 | Premier Liga | 10     | 3    | –      | –     | –               | –               | –       | –       | 10     | 3      |
| Spartak Moskva              | 2019/20 | Premier Liga | 11     | 2    | 2      | 1     | –               | –               | –       | –       | 13     | 3      |
| Spartak Moskva              | 202021  | Premier Liga | 22     | 14   | 2      | 1     | –               | –               | –       | –       | 24     | 15     |
| Spartak Moskva              | Celkem  | Celkem       | 33     | 16   | 4      | 2     | 0               | 0               | 0       | 0       | 37     | 18     |
| Celkem                      | Celkem  | Celkem       | 122    | 47   | 10     | 7     | 0               | 0               | 2       | 0       | 134    | 54     |

### Reprezentační
K 1. červnu 2021
| Rusko  | Rusko  | Rusko |
| Rok    | Zápasy | Góly  |
| ------ | ------ | ----- |
| 2020   | 3      | 1     |
| 2021   | 3      | 2     |
| Celkem | 6      | 3     |

### Reprezentační góly
K zápasu odehranému 1. června 2021. Skóre a výsledky Ruska jsou vždy zapisovány jako první
| Gól | Datum           | Místo                            | Soupeř    | Skóre | Výsledek | Soutěž                                |
| --- | --------------- | -------------------------------- | --------- | ----- | -------- | ------------------------------------- |
| 1.  | 8. října 2020   | VEB Arena, Moskva, Rusko         | Švédsko   | 1:2   | 1:2      | Přátelský zápas                       |
| 2.  | 24. března 2021 | Národní stadion, Ta 'Qali, Malta | Malta     | 3:1   | 3:1      | Kvalifikace na Mistrovství světa 2022 |
| 3.  | 5. června 2021  | VTB Arena, Moskva, Rusko         | Bulharsko | 1:0   | 1:0      | Přátelský zápas                       |

## Ocenění

### Individuální
- Hráč měsíce Ruské Premier Ligy: Červenec 2019,[5] Březen 2021